# Muratti

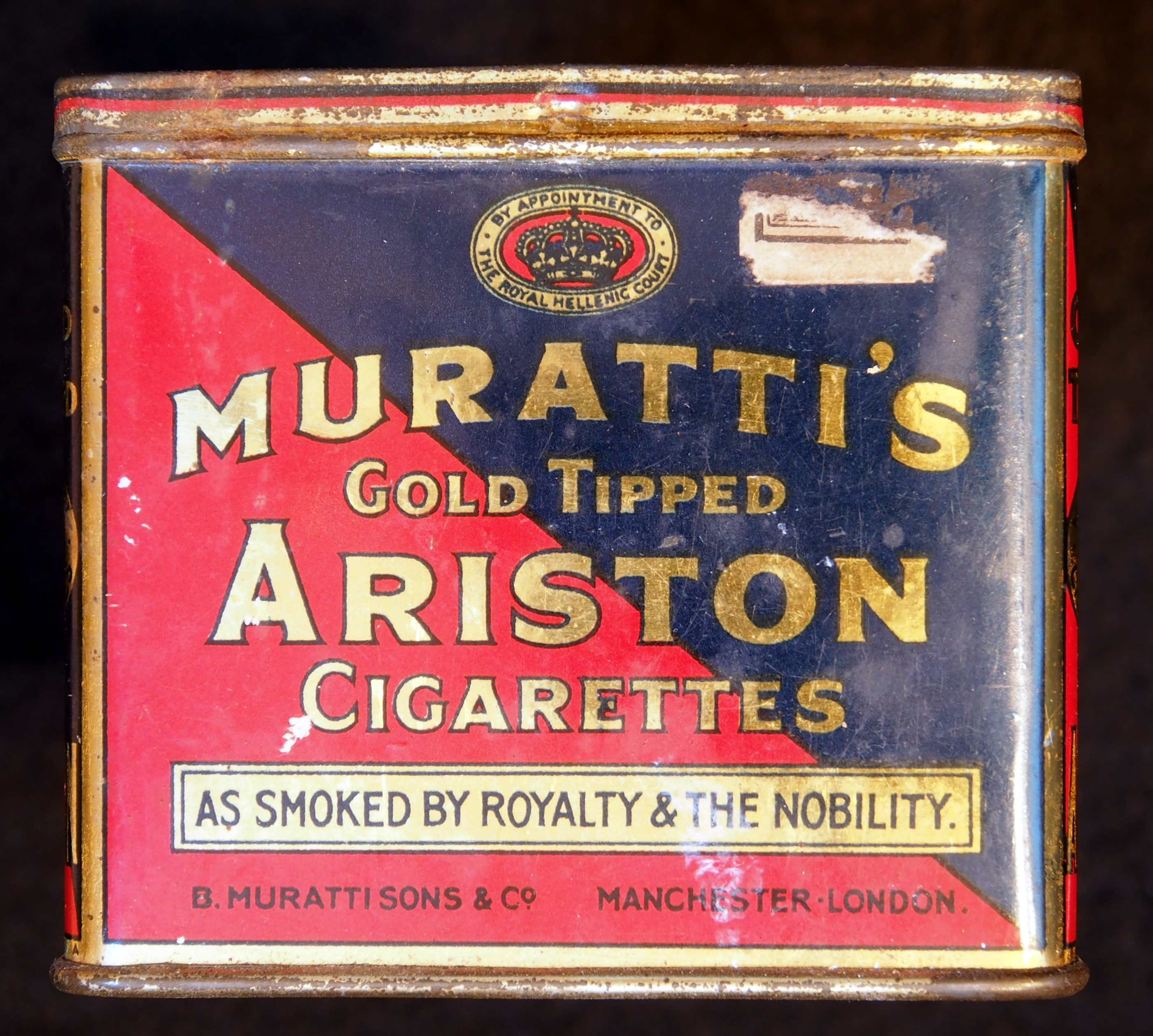
Confezione di sigarette Muratti

Muratti è una marca di sigarette tedesca.
Ne esistono di vari tipi con diversi contenuti di nicotina.
| Tipologia                     | Mg./Nicotina | Mg./Catrame | Mg./Monossido di carbonio |
| ----------------------------- | ------------ | ----------- | ------------------------- |
| Muratti Ambassador Blue KS    | 0,70         | 8,00        | 8,00                      |
| Muratti Ambassador Azure KS   | 0,50         | 6,00        | 7,00                      |
| Muratti Ambassador Silver KS  | 0,30         | 3,00        | 4,00                      |
| Muratti Ambassador Super Slim | 0,30         | 3,00        | 2,00                      |
| Muratti Red 100S              | 0,70         | 9,00        | 9,00                      |
| Muratti Azure 100S            | 0,50         | 6,00        | 7,00                      |

Nel 1992 furono sospese per un mese dal commercio italiano per problemi legati al contrabbando e nel 1995 fu riconosciuta oggetto di pubblicità occulta nel film College, ma negli anni ottanta in molte pellicole, specialmente italiane, svariati attori hanno estratto dal pacchetto in bella mostra le sigarette o da fumare direttamente o da offrire a qualcuno, a volte anche con pose innaturali, ma molto utili all'inquadratura.